# Filialkirche Rekawinkel

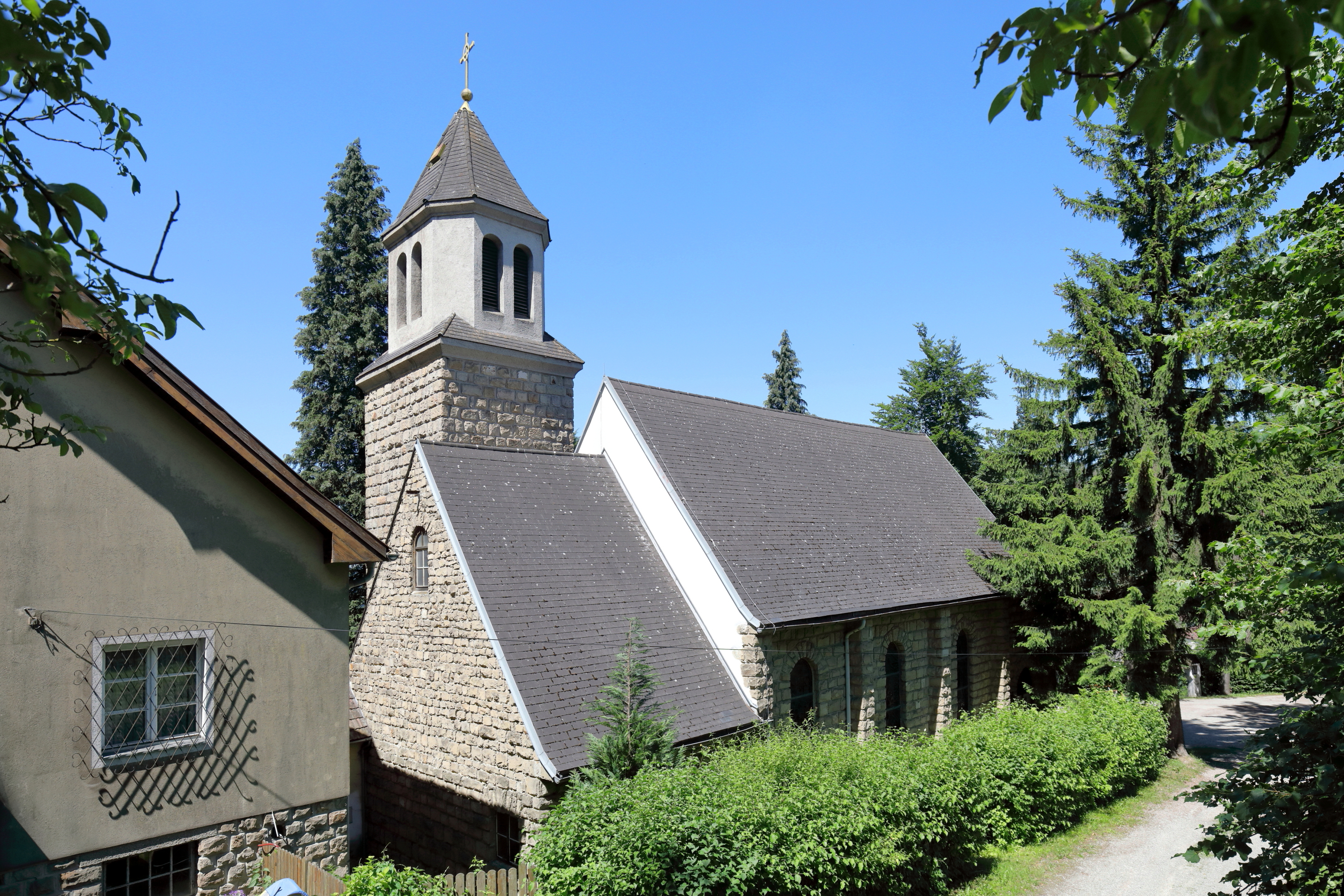
Katholische Pfarrkirche hl. Theresia vom Kinde Jesu in Rekawinkel

Die römisch-katholische Filialkirche Rekawinkel steht etwas östlich abseits der Hauptstraße in der Ortschaft Rekawinkel in der Stadtgemeinde Pressbaum im Bezirk St. Pölten-Land in Niederösterreich. Die dem Patrozinium der Heiligen Theresia vom Kinde Jesus unterstellte Filialkirche gehört zur Pfarre Pressbaum im Dekanat Purkersdorf im Vikariat Unter dem Wienerwald der Erzdiözese Wien. Die Kirche steht unter Denkmalschutz (Listeneintrag).

## Geschichte
Die Kirche wurde ursprünglich zu Ehren von Kardinal Friedrich Gustav Piffl nach den Plänen des Architekten Alfred Keller errichtet und schließlich 1935 im Gedenken an den ermordeten Bundeskanzler Engelbert Dollfuß als Engelbert-Dollfuß-Gedächtniskirche gewidmet. Die Pfarre wurde 1952 gegründet. Die Kirche ist auf Grund der Zusammenlegung der Pfarren Pressbaum und Rekawinkel mit Wirkung vom 1. September 2024 ohne eigene Rechtspersönlichkeit eine Filialkirche der römisch-katholischen Pfarre Pressbaum.

## Architektur
Der frei stehende kleine Kirchenbau hat einen eingezogenen niedrigeren Chor mit einem Turm im südlichen Chorwinkel. Im Osten ist die Kirche durch einen Gang mit dem 1951 erbauten Pfarrhof verbunden.
Die Kirchenfassaden zeigen sichtbar belassenes Quadermauerwerk, Strebepfeiler und eine dreiachsige Portalfront mit einer zentralen Konsolstatue hl. Theresia. Der Turm mit einem polygonalen Schallgeschoß trägt ein Pyramidendach.
Das Kircheninnere zeigt einen Kirchenraum mit einem offenen Dachstuhl.
Die Glasmalerei von 1937 zeigt Maria mit Kind und die Heiligen Therese von Lisieux, Leopold, Florian, Josef, Engelbert, eine weibliche Heilige mit Friedrich und Haderich von Lengenbach.

## Einrichtung
Der barocke Hochaltar aus der Mitte des 18. Jahrhunderts mit einem Säulenaufbau zeigt das Gnadenbild Maria mit Kind in einem Strahlenkranz.
An der Triumphbogenwand befinden sich barocke Statuen König David und Zacharias. In der Vorhalle befindet sich eine Büste Engelbert Dollfuß von Berchtold Matthias 1935.
Es gibt eine Glocke von Joseph Schmidt 1795.